# Axel Backman
Carl Axel Backman, född 2 juni 1853 i Karlstad, död 18 juni 1938 i Djursholm, var en svensk affärsman.
Axel Backman var son till handlaren Carl Fredrik Backman. Han var verksam vid Liljedals och andra glasbruk 1869–1882 innan han 1882 anställdes vid Barnängens Tekniska Fabrik och 1885 blev dess VD, en post han kom att inneha till 1917. Under Backmans ledning utvidgades och moderniserades fabriken samtidigt som produktsortimentet utökades betydligt. Backman kvarstod som styrelseledamot i bolaget även sedan han lämnat direktörsposten. Han innehade även flera förtroendeuppdrag och var 1902–1910 styrelseledamot i Stockholms handelsbank, blev 1908 revisor i Sveriges allmänna exportförening, och var från 1907 ledamot av styrelsen för Danviks hospital. Backman var även under 14 år ledamot av Stockholms stadsfullmäktige och under 20 år styrelseledamot i Stockholms Gas- och Elektricitetsverk. Axel Backman är begravd på Norra begravningsplatsen utanför Stockholm.